# نمایشگاه بین‌المللی مشهد

نمایشگاه بین‌المللی مشهد یکی از نمایشگاه‌های بین‌المللی کشور است که در غرب شهر مشهد، در حاشیه بلوار نمایشگاه، قرار دارد.
این نمایشگاه در سال ۱۳۷۲ شروع به ساخت شد و در سال ۱۳۷۷ به مرحله بهره داری رسید. فضای کل این نمایشگاه ۶۰۰۰۰۰ متر مربع است که از این مقدار، ۲۵۰۰۰۰ متر مربع فضای مفید نمایشگاهی است.()